# Galactica (Achterbahn)
Galactica in Alton Towers (Alton, Staffordshire, Vereinigtes Königreich) ist eine Stahlachterbahn vom Modell Flying Coaster des Herstellers Bolliger & Mabillard, die am 16. März 2002 als Air eröffnet wurde. Diesen Namen behielt sie bis einschließlich 2015. Sie befindet sich im Forbidden Valley-Themenbereich des Parks.
Sie war der erste Flying Coaster des Schweizer Herstellers Bolliger & Mabillard. Die Personen durchfahren große Teile der Strecke in Bauchlage und erleben somit das Gefühl des Fliegens.

## Fahrt
Galactica befindet sich in der Nähe von Nemesis. Die Achterbahn hat eine doppelte Station, so ist es möglich, dass ein Zug beladen werden kann, während bei einem anderen Zug die Fahrgäste aussteigen. Nachdem man Platz genommen und die Schulterbügel geschlossen hat, rotieren die Sitze um 90° vorwärts, so dass die Fahrgäste auf den Boden schauen. Genau wie die Achterbahn Corkscrew besitzt auch Galactica einen grünfarbenen Lifthill um diesen innerhalb der Bäume zu tarnen.

## Züge
Galactica besitzt drei Züge mit jeweils sieben Wagen. In jedem Wagen können vier Personen (eine Reihe à vier Personen) Platz nehmen.

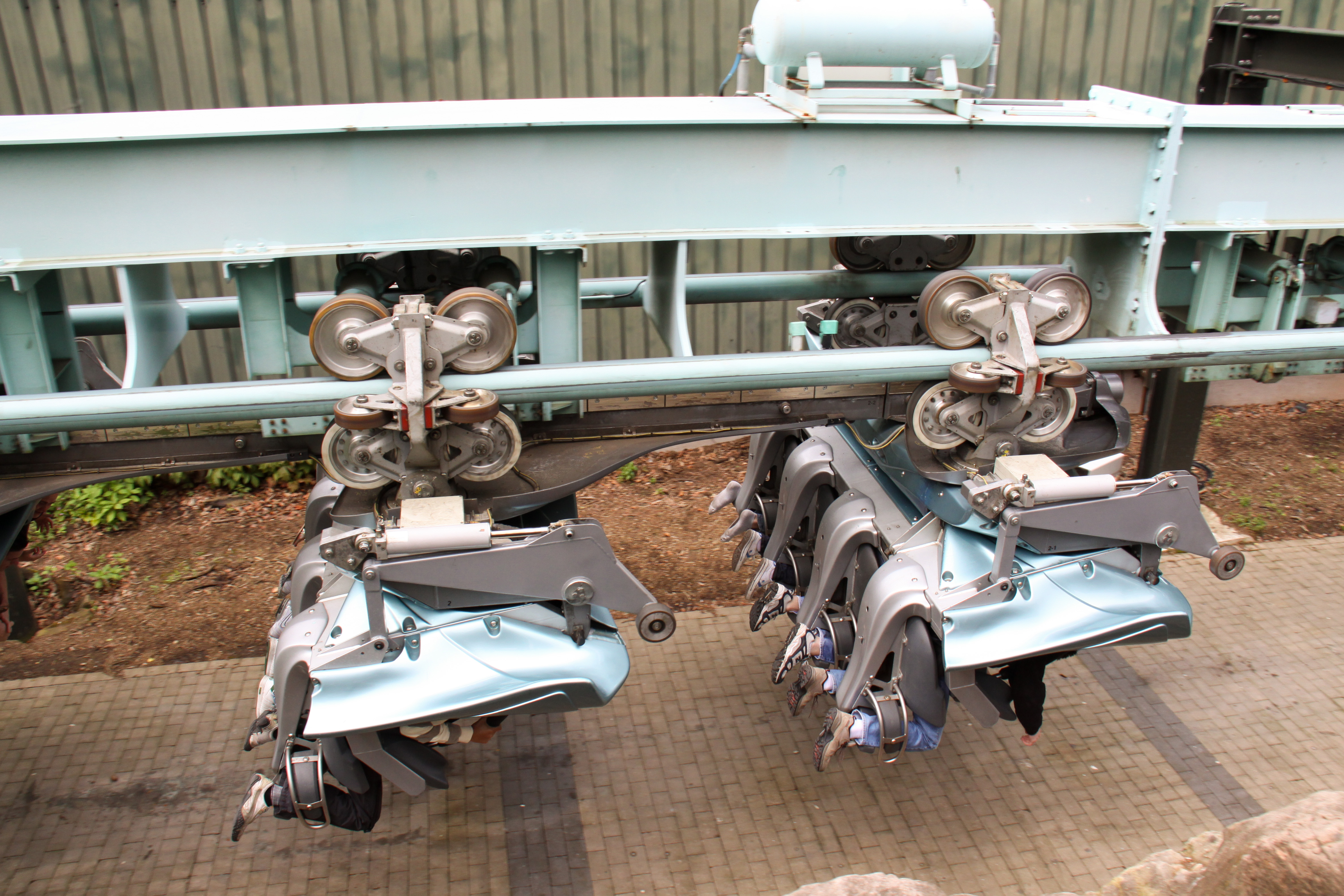
Zug in der Schlussbremse
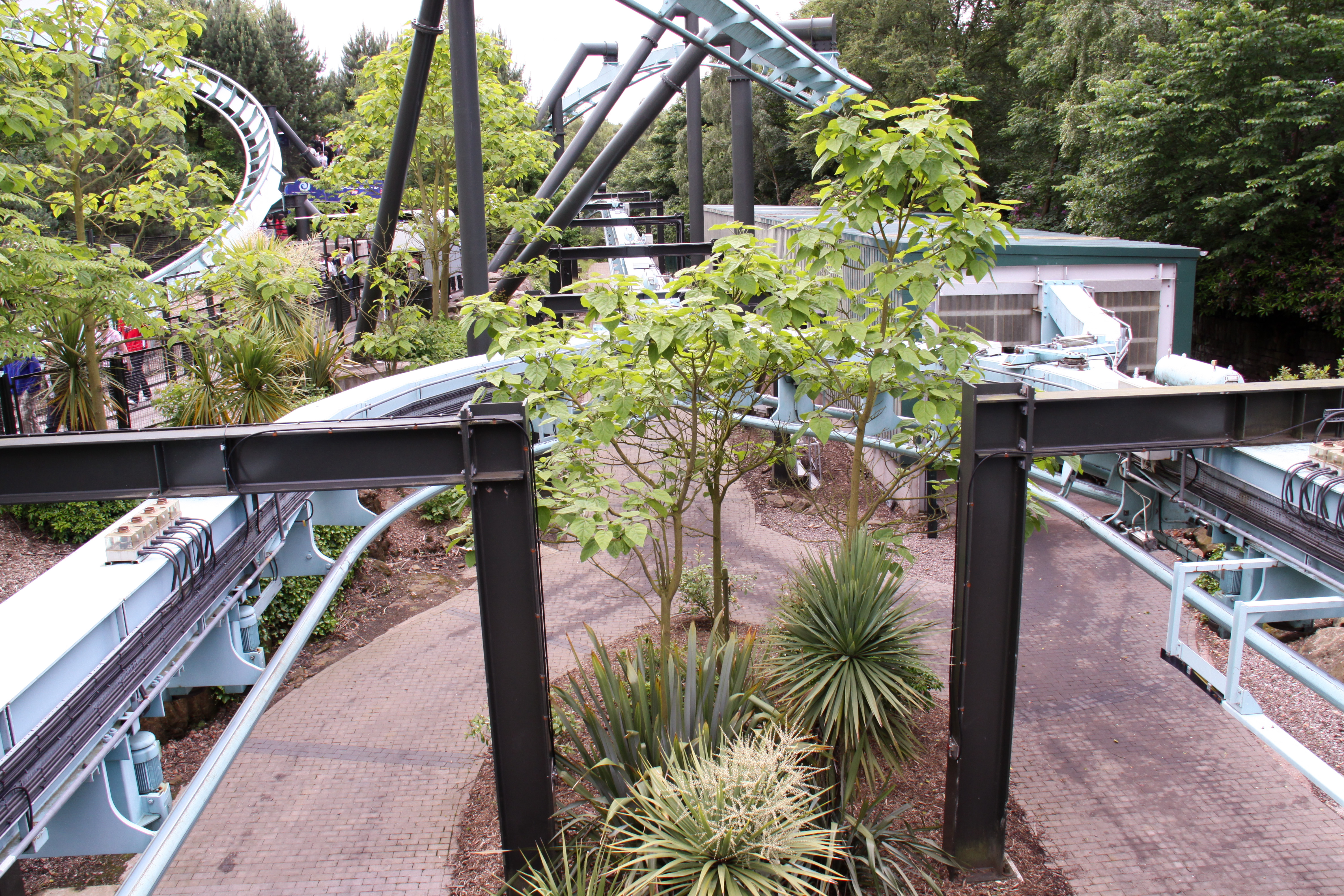
Aufteilung des Fahrwegs zur Doppelladestation
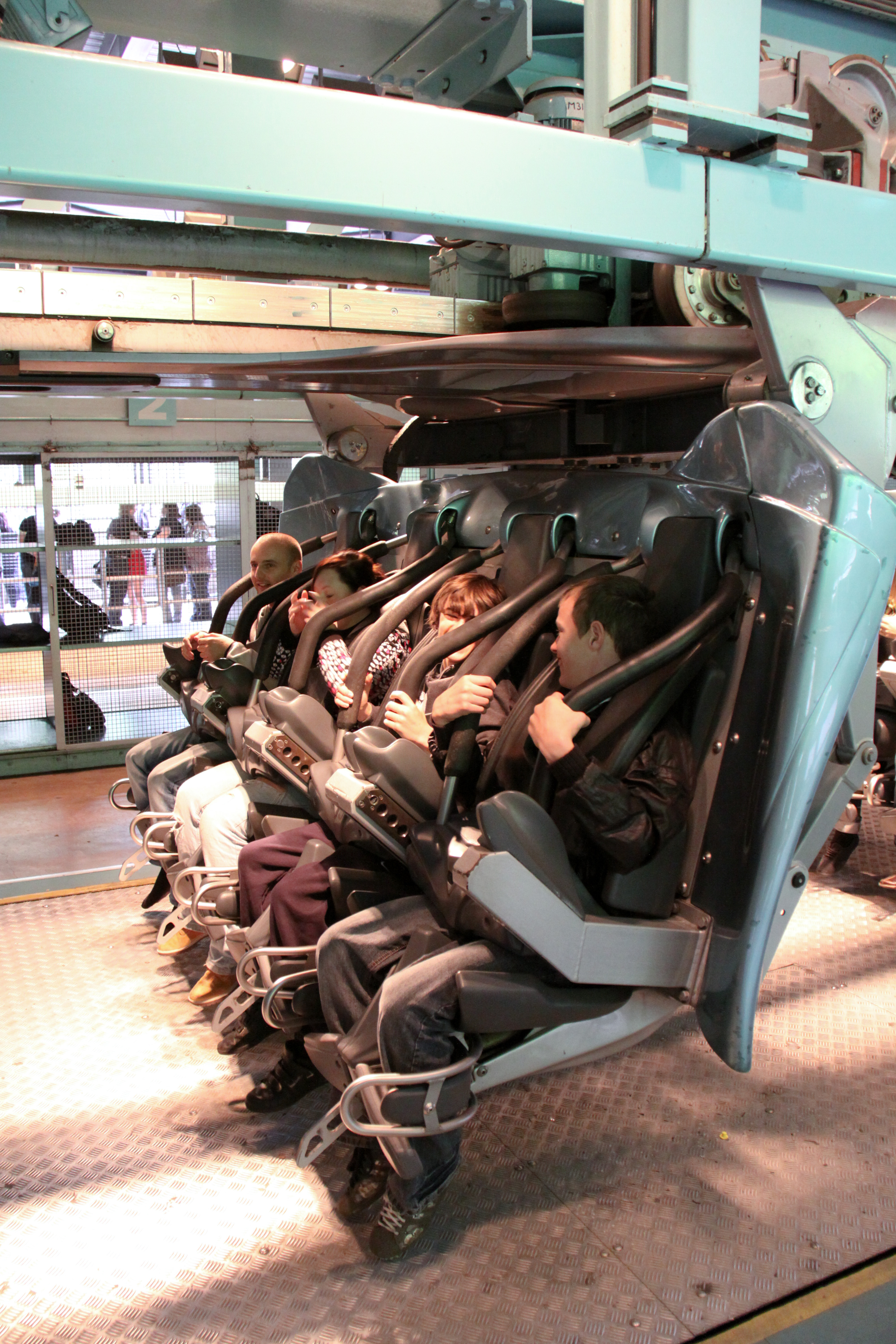
Zug in der Station – Sitze in Ladeposition